# Agence béninoise d'électrification rurale et de maîtrise d'énergie
L'Agence Béninoise d'Electrification Rurale et de Maîtrise d'Énergie, en abrégé ABERME, est un établissement public béninois sous tutelle du Ministère de l'Énergie créée par décret no 2009-150 du 30 avril 2009. Il est doté de la personnalité morale et de l'autonomie organisationnelle et financière. À sa tête se trouve Gérard Zagrodnik qui est l'actuel directeur général.

## Mission
La mission de l'Agence béninoise d'électrification rurale et de maîtrise d'énergie est de mettre en application la politique de l'État sur le plan de l'électrification rurale,.

## Attributions
L'ABERME assume la responsabilité de l'électrification rurale et de la gestion efficace de l'énergie. Dans ce cadre, elle est chargée de,,,,,,,,,,,,:
- effectuer des enquêtes et des études afin de trouver des solutions économiquement viables pour l'électrification en milieu rural, tout en respectant les normes et les standards homologués;
- contribuer à l'élaboration et à la mise en œuvre des spécifications techniques des installations d'électrification en collaboration avec d'autres organismes nationaux concernés;
- élaborer les dossiers d'appels d'offres pour l'octroi de concessions de production et de distribution d'électricité en zones rurales, ainsi que d'organiser les consultations associées;
- apporter une assistance aux opérateurs du secteur et aux communautés rurales dans la préparation des dossiers de projet relatifs à la production et à la distribution d'électricité en zones rurales, en vue de leur financement;
- élaborer des dossiers techniques en collaboration avec les administrations compétentes et les opérateurs du secteur, pour le compte des communautés rurales, dans le but de financer l'électrification rurale;
- proposer des mécanismes de financement et des programmes d'électrification adaptés aux installations d'électrification;
- encadrer les communautés rurales bénéficiaires des installations d'électrification en milieu rural, en assurant la gestion et la maintenance de celles-ci lorsque des opérateurs agréés ne sont pas présents;
- assurer le suivi de la mise en œuvre des conventions de concession de service de fourniture d'électricité en milieu rural, en conformité avec la législation en vigueur, et rendre compte à l'Autorité de régulation;
- promouvoir l'utilisation des sources d'énergie nouvelles et renouvelables dans l'électrification rurale.

Par ailleurs, l'ABERME est responsable de la maîtrise de l'information énergétique, et elle a pour tâches spécifiques:
- surveiller la réalisation des audits énergétiques et agréer les experts chargés de les mener;
- promouvoir des actions visant à améliorer l'efficacité énergétique dans les secteurs consommateurs d'énergie;
- contribuer à l'établissement et à la mise en œuvre des normes d'efficacité énergétique pour les équipements et matériels liés à l'énergie, en collaboration avec d'autres organismes nationaux concernés;
- attester de l'efficacité énergétique des équipements et matériels consommant de l'énergie ou liés aux énergies renouvelables;
- approuver les rapports d'audit énergétique;
- promouvoir des actions de formation dans le domaine de l'utilisation rationnelle de l'énergie, en collaboration avec des organismes nationaux et internationaux de formation;
- mener des campagnes d'information et de sensibilisation destinées aux utilisateurs d'énergie.

L'ABERME assume ainsi ses responsabilités dans les domaines de l'électrification rurale et de la maîtrise de l'information énergétique, en mettant en place des mesures et des actions visant à promouvoir une utilisation énergétique efficace et durable.

## Organisation et fonctionnement
Les organes de l'ABERME sont,:
- le Conseil d'Administration;
- la Direction Générale;
- le Comité de Direction.

### Conseil d'Administration
Le Conseil d'Administration, qui est l'organe suprême de décision et de contrôle des actions de l'ABERME, est responsable de mettre en œuvre les orientations définies par le gouvernement. Sa composition est la suivante,:
1. Président : un représentant du Ministre chargé de l'Énergie ;
2. Vice-président : un représentant du Ministre chargé du Développement ;
3. Un représentant du Ministre chargé des Finances ;
4. Un représentant du Ministre chargé des Petites et Moyennes Entreprises et de la Promotion du Secteur Privé ;
5. Une personnalité compétente dans le secteur de l'énergie ;
6. Un représentant de l'Association Nationale des Communes du Bénin;
7. Le représentant du personnel de l'ABERME.

La durée de leur mandat est de trois ans et peut être renouvelée sur proposition du Ministre chargé de l’Énergie.

### Direction générale
Sous l'autorité du Conseil d'Administration, l'ABERME est dirigée par un Directeur Général chargé de superviser la mise en œuvre des missions de l'organisation. Le Directeur Général propose à l'approbation du Conseil d'Administration l'organigramme de l'ABERME en fonction de l'évolution de ses activités,.
L'organigramme de l'ABERME comprend les Directions Techniques et les Cellules suivantes :
- Direction de l’Électrification Rurale;
- Direction de la Maîtrise de l’Énergie;
- Direction Administrative et du Budget;
- l'Agent Comptable;
- Direction de la Formation;
- Direction de la Coopération, de la Communication et de la Politique de Développement, de la Coordination et du Suivi Évaluation des Projets;
- Cellule des Affaires Juridiques et des Procédures;
- Cellule d'Étude d'Impact Environnemental et Social;
- Cellule de Passation des Marchés.

### Comité de direction
Le Comité de Direction est un organe consultatif composé comme suit,:
- le Président: le Directeur Général de l'ABERME;
- le Directeur Général Adjoint;
- les Directeurs Techniques et les Chefs de Cellules;
- deux délégués du personnel élus lors de l'Assemblée Générale du personnel.

## Siège
L'ABERME a son siège fixé à  Fidjrossè (Cotonou).